# Pau Ribas
Pau Ribas Tossas (Barcellona, 2 marzo 1987) è un ex cestista spagnolo.

## Carriera
Con la Spagna ha disputato i Campionati europei del 2015 e i Campionati mondiali del 2019.

## Statistiche

### Eurolega
| Anno      | Squadra           | PG  | PT | MP   | TC%  | 3P%  | TL%  | RP  | AP  | PRP | SP  | PP   |
| --------- | ----------------- | --- | -- | ---- | ---- | ---- | ---- | --- | --- | --- | --- | ---- |
| 2008-2009 | Joventut Badalona | 10  | 4  | 19,8 | 38,3 | 31,2 | 77,8 | 1,4 | 2,3 | 1,2 | 0,0 | 7,0  |
| 2009-2010 | Saski Baskonia    | 20  | 15 | 20,2 | 39,1 | 36,0 | 100  | 2,0 | 2,2 | 0,4 | 0,0 | 4,5  |
| 2010-2011 | Saski Baskonia    | 20  | 2  | 12,9 | 44,4 | 32,0 | 20,0 | 1,6 | 1,0 | 0,4 | 0,0 | 2,4  |
| 2011-2012 | Saski Baskonia    | 10  | 3  | 17,5 | 42,0 | 17,6 | 87,5 | 2,5 | 1,8 | 0,9 | 0,0 | 5,2  |
| 2014-2015 | Valencia          | 10  | 4  | 24,1 | 48,9 | 43,9 | 76,9 | 2,3 | 3,6 | 1,1 | 0,0 | 11,8 |
| 2015-2016 | Barcellona        | 27  | 4  | 18,5 | 44,7 | 42,4 | 93,9 | 1,9 | 2,7 | 0,7 | 0,0 | 6,1  |
| 2016-2017 | Barcellona        | 2   | 0  | 9,9  | 42,9 | 50,0 | -    | 0,5 | 0,5 | 0,5 | 0,0 | 4,5  |
| 2017-2018 | Barcellona        | 28  | 12 | 17,8 | 50,0 | 47,8 | 100* | 1,6 | 3,0 | 0,7 | 0,1 | 6,7  |
| 2018-2019 | Barcellona        | 26  | 11 | 17,4 | 35,6 | 38,6 | 80,0 | 1,9 | 2,1 | 0,7 | 0,0 | 5,4  |
| 2019-2020 | Barcellona        | 12  | 1  | 9,4  | 26,1 | 18,8 | 57,1 | 1,2 | 1,5 | 0,2 | 0,0 | 1,6  |
| Carriera  | Carriera          | 165 | 56 | 17,3 | 42,6 | 38,9 | 83,3 | 1,8 | 2,2 | 0,7 | 0,0 | 5,5  |

## Palmarès

### Squadra
- Campionato spagnolo: 1

Saski Baskonia: 2009-10
- Copa del Rey: 3

Joventut Badalona: 2008
Barcellona: 2018, 2019
- Supercoppa spagnola: 1

Barcellona: 2015
- Liga catalana: 7

Joventut Badalona: 2005, 2007, 2008
Barcellona: 2015, 2016, 2017, 2019
- FIBA EuroCup: 1

Joventut Badalona: 2005-06
- ULEB Cup: 1

Joventut Badalona: 2007-08
- Eurocup: 1

Valencia: 2013-14

### Nazionale
- Mondiali:

Cina 2019
- Europei:

Francia 2015

### Individuale
- MVP Supercoppa spagnola:1

Barcellona: 2015